# 포가튼 실버
포가튼 실버(Forgotten Silver)는 뉴질랜드에서 제작된 피터 잭슨 감독의 1996년 코미디 영화이다. 피터 잭슨 등이 주연으로 출연하였고 수 로저스 등이 제작에 참여하였다.

## 출연

### 주연
- 피터 잭슨
- 조니 모리스

### 조연
- 코스타 보티스
- 하비 웨인스타인
- 레너드 말틴
- 샘 닐
- 마가렛 허스트